# كفر صراوة
كفر صراوة إحدى قرى مركز أشمون التابع لمحافظة المنوفية بجمهورية مصر العربية.

## السكان
بلغ عدد سكان كفر صراوة 6,343 نسمة، منهم 3،287 رجل و3،056 إمرأة، حسب الإحصاء الرسمي لعام 2006.